# Thecla emendatus
Thecla emendatus är en fjärilsart som beskrevs av Druce 1907. Thecla emendatus ingår i släktet Thecla och familjen juvelvingar. Inga underarter finns listade i Catalogue of Life.